# Phare de Menominee Pier

Le phare de Menominee Pier (en anglais : Menominee Pier Light), est un phare du lac Michigan situé au port de Menominee dans le Comté de Menominee, Michigan.
Ce phare est inscrit au Registre national des lieux historiques depuis le 27 juillet 2005 sous le n° 05000738.

## Historique
La fondation est une jetée en béton. Le bâtiment octogonal en fonte de 10 m de haut est peint d'un rouge distinctif, avec une lanterne noire et une base blanche. Une lentille de Fresnel du quatrième ordre a été installée à l'origine, mais a été remplacée par une lentille optique acrylique moderne de 300 mm. La lentille d'origine est maintenant à au phare de Sand Point à Escanaba.
Le bâtiment possédait à l'origine une structure de signal de brouillard à diaphone attaché à la tour, qui a ensuite été retiré. La passerelle en fer a été enlevée en 1972 lorsque la lumière a été automatisée. Le site est ouvert, mais la tour est fermée.

### Feu arrière
Ce feu est jumelé avec un feu arrière sur une tour métallique à claire-voie de 15 m qui est dénommé Menominee (Marinette) North Pier, et est également une aide active à la navigation. Son plan focal mesure 18 m et sa caractéristique est une lumière rouge continue. Il est aussi peint en rouge et situé sur la jetée nord de Menominee, à environ 180 m de la lumière du quai. On peut y accéder en marchant sur la jetée.
Identifiant : USCG :  7-21940 .

## Description
Le phare avant  est une tour octogonale en fonte en brique claire-voie de 10 m de haut, montée sur une plateforme en béton, avec une galerie et une lanterne. La tour est peinte en rouge et la lanterne est noire.
Son feu à occultations émet, à une hauteur focale de 15 m, une longue lumière rouge de 3 secondes  par période de 4 secondes. Sa portée est de 9 milles nautiques (environ 17 km).

## Caractéristiques dufeu maritime
Fréquence : 4 secondes (R)
- Lumière : 3 secondes
- Obscurité : 1 seconde

Identifiant : ARLHS : USA-490 ; USCG :  7-21935 .

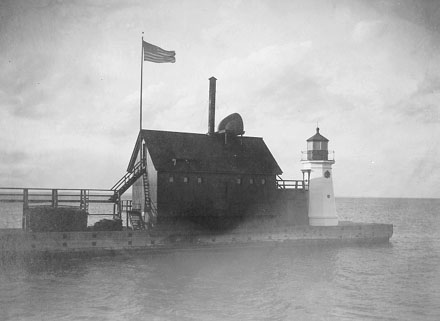
Le phare
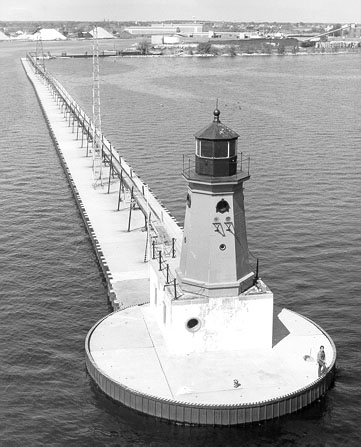
Le phare
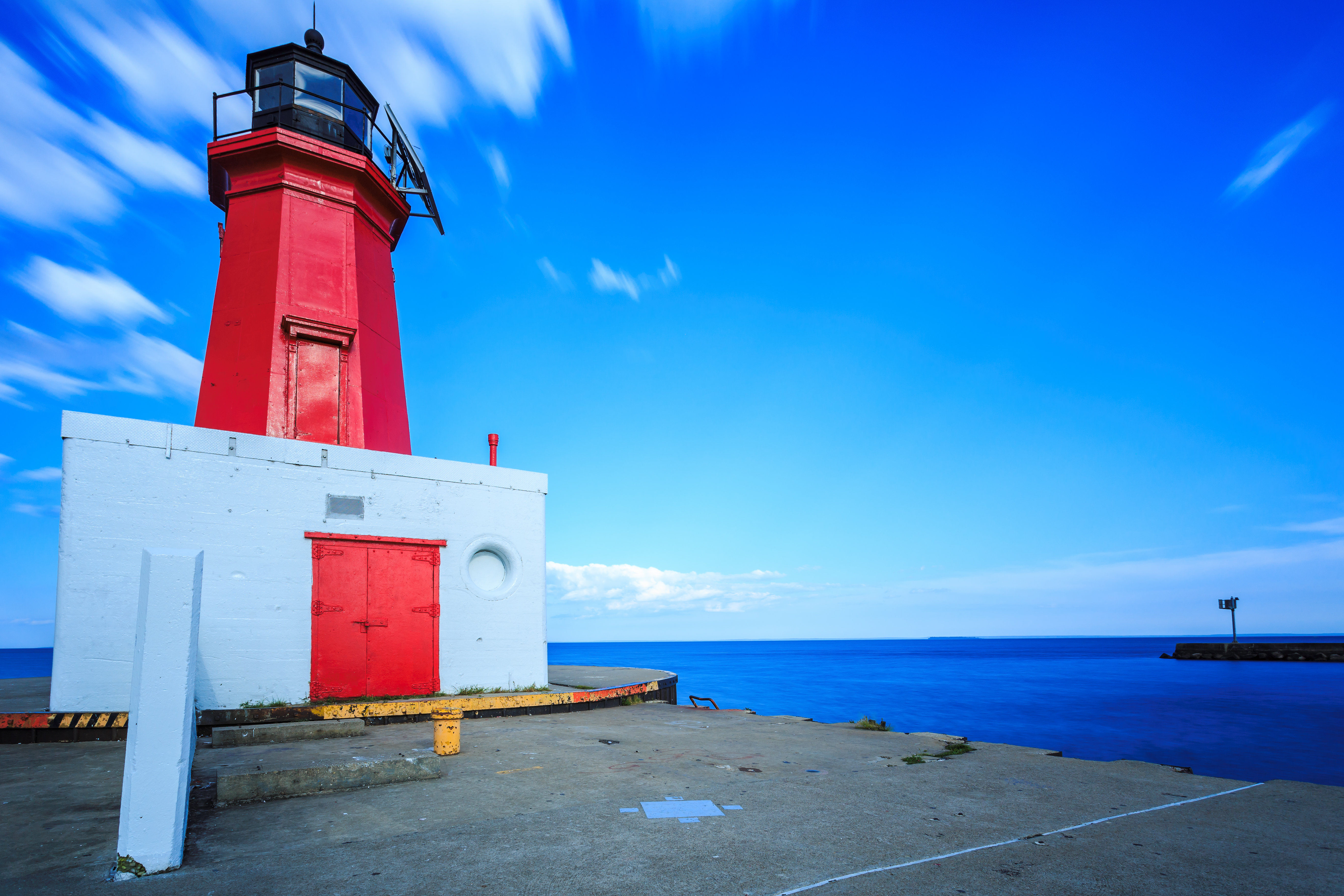
Le phare

### Lien connexe
- Liste des phares au Michigan